# Спекбак-ле-О
Спекба́к-ле-О (фр. Spechbach-le-Haut) — упразднённая коммуна на северо-востоке Франции в регионе Эльзас — Шампань — Арденны — Лотарингия, департамент Верхний Рейн, округ Альткирш, кантон Альткирш. Упразднена и с 1 января 2016 года объединена с коммуной Спекбак-ле-Ба в новую коммуну Спекбак на основании Административного акта № 50 от 19 ноября 2015 года.
Площадь коммуны — 3,92 км², население — 622 человека (2006) с тенденцией к росту: 647 человек (2012), плотность населения — 165,1 чел/км².

## Население
Численность населения коммуны в 2011 году составляла 658 человек, а в 2012 году — 647 человек.
| 1962 | 1968 | 1975 | 1982 | 1990 | 1999 | 2005 | 2006 | 2008 | 2010 | 2011 | 2012 |
| ---- | ---- | ---- | ---- | ---- | ---- | ---- | ---- | ---- | ---- | ---- | ---- |
| 291  | 302  | 327  | 421  | 512  | 618  | 621  | 622  | 636  | 664  | 658  | 647  |

Динамика населения:

## Экономика
В 2010 году из 446 человек трудоспособного возраста (от 15 до 64 лет) 327 были экономически активными, 119 — неактивными (показатель активности 73,3 %, в 1999 году — 70,1 %). Из 327 активных трудоспособных жителей работали 312 человек (173 мужчины и 139 женщин), 15 числились безработными (6 мужчин и 9 женщин). Среди 119 трудоспособных неактивных граждан 39 были учениками либо студентами, 50 — пенсионерами, а ещё 30 — были неактивны в силу других причин.
На протяжении 2011 года в коммуне числилось 247 облагаемых налогом домохозяйств, в которых проживало 651,5 человек. При этом медиана доходов составила 22749 евро на одного налогоплательщика.

## Достопримечательности (фотогалерея)

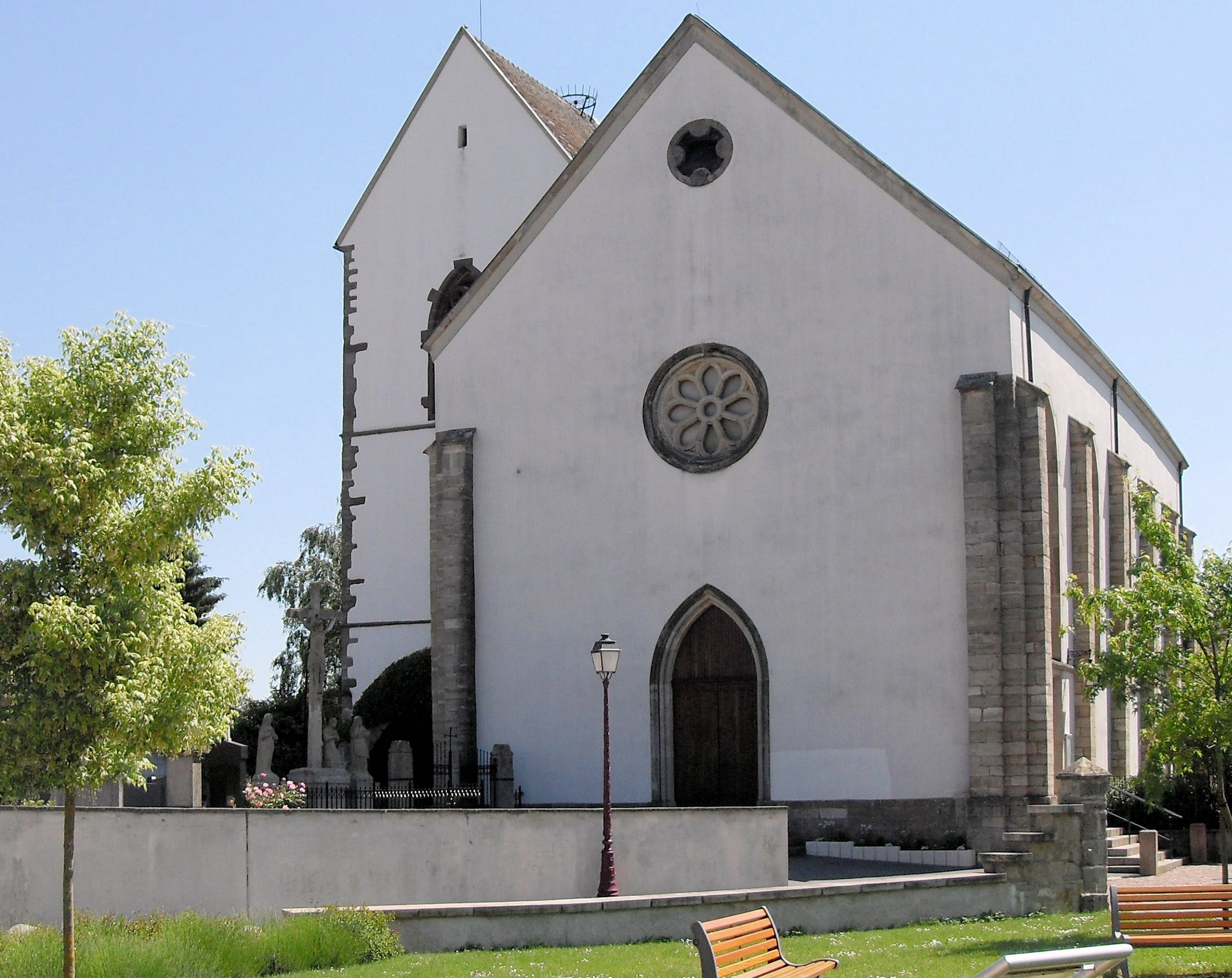
Церковь Сен-Мартен
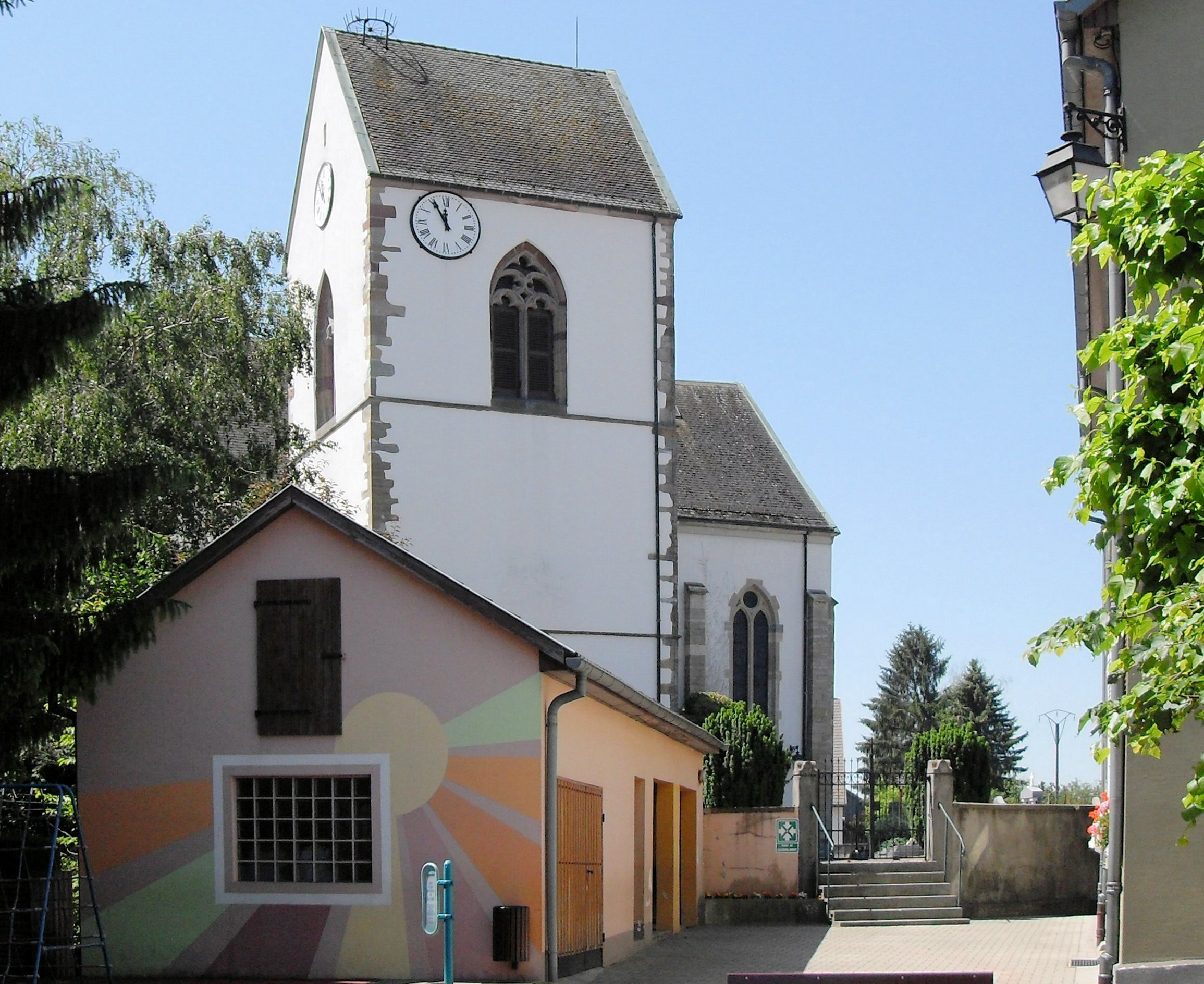
Колокольня